# Naturpark Solling-Vogler
Naturpark Solling-Vogler er en omkring  550 km² stor naturpark  i den sydligste del af den tyske delstat Niedersachsen.
Naturparken omfatter Mittelgebirgeområderne Solling og Vogler og det mellemliggende højdedrag Höhenzug Burgberg. Mod vest grænser den til den øvre Weserdal. Bjergene er ikke markante og flader ud mod kanten. Blandet løv og nåleskov og små bække tegner et malerisk landskabsbillede. Solling er det næststørste skovområde i Niedersachsen. 
Den blev oprettet i 1966 og administreret af  „Zweckverband Naturpark Solling-Vogler“ , og har områder i landkreisene Holzminden og  Northeim .

## Geografi
Naturpark Solling-Vogler ligger nordvest for storbyen Göttingen i området mellem floderne  Weser mod vest, og  Leine mod øst. Den ligger mellem byerne  Bodenwerder mod nord, Stadtoldendorf og  Dassel mod nordøst, Moringen mod øst Hardegsen og  Uslar mod sydøst, Bad Karlshafen mod syd, Beverungen mod sydvest, Höxter mod vest og Holzminden mod nordvest.
Naturparken ligger mellem naturparkerne Weserbergland Schaumburg-Hameln mod nord, Naturpark Münden mod syd, Nationalpark Harzen mod øst og Naturpark Teutoburger Wald / Eggegebirge mod vest.
Buntsandstenkuplen  Solling (op til 528 meter over havet) er et højt plateau med blandet skov, fugtige enge og moser. Også Vogler (460 moh.) er sandstengsbjerge, men med flere dale og stejle klippevægge. Solling har et fugtigt klima som opstår omkring højmoserne .
I Solling ligger dyreparken Wildpark Neuhaus